# 坎策姆
坎策姆是德国莱茵兰-普法尔茨州的一个市镇。总面积4.29平方公里，总人口639人，其中男性305人，女性334人（2011年12月31日），人口密度149人/平方公里。